# Bombylius lancifer
Bombylius lancifer är en tvåvingeart som beskrevs av Osten Sacken 1877. Bombylius lancifer ingår i släktet Bombylius och familjen svävflugor. Inga underarter finns listade i Catalogue of Life.